# Laguna de Bay
Laguna de Bay is het grootste meer van de Filipijnen en na het Indonesische Tobameer het grootste zoetwatermeer van Zuidoost-Azië. Laguna de Bay ligt op Luzon in de provincies Laguna en Rizal. De oppervlakte van het meer is ongeveer 900 km², waarbij de gemiddelde waterdiepte slechts 2 meter is. De Pasig voert het water uit Laguna de Bay naar de Baai van Manilla. In het meer liggen twee eilanden: Talim Island, dat in de gemeenten Binangonan en Cardona en Wonder Island in Calamba City waarop een prijzig resort te vinden is.